# メーターボックス
メーターボックスとは、住宅やビルなどの建築物に取り付けられた電力量計や水道メーター、ガスメーターなどを収納する空間。検針の便を図るために計器類を一か所にまとめたもので、戸建て住宅では玄関脇など、集合住宅では各住戸の入口付近の壁面などに設けられる。間取り図などでは「MB」と表記される。